# Завадівка (Кропивницький)
Завадівка — один з мікрорайонів міста Кропивницький, колишнє село, що належить до Подільського району і розташоване у південній частині міста біля Кільцевої дороги.

## Історія
Найімовірніше, що Завадівка виникла у 1730-х роках. За місцевими переказами назва походить від козака Завади, що оселився тут першим. Згідно з іншою версією, поселення виникло після 7 січня 1769 року — там, де просунутись далі до фортеці Св. Єлизавети татарському війську завадили мешканці ближніх сіл.
1967 року село ввійшло до складу міста.

## Розташування
Розташована у південній частині міста. З півдня прилягає до Кільцевої дороги та межі міста, до міської межі прилягає також зі сходу. З заходу пролягає річка Інгул, а на півночі межує з незабудованою територією.

## Опис
Уся забудова Завадівки є приватною і належить до 1950-х — 70-х років. Вулицею Завадівською сполучена з основною частиною міста.